# Кайров, Павел Осипович
Павел Осипович Кайров (1904, Ревель, Ревельский уезд, Эстляндская губерния, Российская Империя — 8 апреля 1962, Ленинград, РСФСР, СССР) — советский актёр. Народный артист Казахской ССР (1955).

## Биография
В 1936—1956 годах актёр Русского театра драмы в Алма-Ате. Выступал в разных ролях: Василий Царёв («Шёл солдат с фронта» В. Катаева), Проводник вагона («Павел Греков» Б. Войтехова и Л. Ленча), Серьга («Лодочница» Н. Погодина), Будков («За тех, кто в море» Б. Лавренёва), Караман («Каракынчак Кобы-ланды» М. Ауэзова), Минутка («Победители» Б. Чирскова), Красильников («Хождение по мукам» по А. Толстому), Якоров, Гриша, Назар Авдеевич («Последние», «Варвары» и «Дети солнца» М. Горького), Кондратенко («Порт-Артур» И. Попова и А. Степанова), Закатов («Любовь Яровая» К. Тренёва), Городулин, Боровцор («На всякого мудреца довольно простоты» и «Пучина» А. Островского), Труффальдино («Слуга двух господ» К. Гольдони), Годар («Мачеха» О. де Бальзака), лорд Клинтон («Мария Тюдор» В. Гюго) и др.
Снимался в кино: Чаусов («Беспокойная весна», 1956), Кошкин («Ботагоз», 1957), Поздняков («Шквал», 1958).

## Награды
- 1947 — Заслуженный артист Казахской ССР[1].
- 1955 — Народный артист Казахской ССР[1].